# Висовац
Висовац је острво на ријеци Крки у Далмацији, односно у њеном проширеном дијелу, који се зове Висовачко језеро. На њему се налази истоимени римокатолички самостан. Дио је националног парка Крка. 
Фрањевачки самостан Висовац или Госпа од Милости, подигнут је 1445. године. Има колекцију значајних књига, докумената и умјетничких радова. Ту је и црква Госпе Висовачке из 17. вијека.